# Міхаель Ґір
Міхаель Ґір (19 липня 1967) — швейцарський академічний веслувальник.
Олімпійський чемпіон 1996 року в складі парної двійки легкої ваги, учасник 2000 року.